# Yang di-Pertuan Negara
Yang di-Pertuan Negara oder meist auch nur Yang di-Pertuan (deutsch Staatsoberhaupt, wörtlich der zum Höchsten Gemachte) ist ein Titel für Staats- und Regierungschefs in Singapur, Brunei und Malaysia.

## Singapur
In Singapur war unter anderem Yusof bin Ishak Yang di-Pertuan Negara von Singapur bis zur Unabhängigkeit 1965. Danach wurde das Amt in Presiden (Präsident) umbenannt.

## Malaysia
In Malaysia gab es den Titel von 1963 bis 1976 im Bundesstaat Sabah, er bezeichnete den Gouverneur (englisch State Governor), heute verwendet man Yang di-Pertua Negeri (ebenfalls „Landesoberhaupt“) für alle Provinzen. Als Yang di-Pertuan Agong wird der jeweils auf fünf Jahre Präsidierende der neun Rajas und Sultane benannt, der Wahlkönig als das formale Staatsoberhaupt Malaysias.

## Brunei
Der Titel Yang di-Pertuan wird weiterhin für den Sultan von Brunei als Zusatz verwendet.